# Matelea decipiens
Matelea decipiens är en oleanderväxtart som först beskrevs av Alexander, och fick sitt nu gällande namn av R. E. Woodson. Matelea decipiens ingår i släktet Matelea och familjen oleanderväxter. Inga underarter finns listade i Catalogue of Life.